# Hélène Antonopoulo
Hélène Antonopoulo, née en 1891 à Trieste et morte en 1944, est une sociologue du travail et professeure à l'Université libre de Bruxelles. Elle a notamment mené des recherches sur le travail des femmes.

## Biographie
Hélène Antonopoulo naît à Trieste le 6 septembre 1891 dans une famille d'origine grecque. Elle étudie dans des écoles privées à Vienne puis Athènes, avant de s'inscrire à l'Université libre de Bruxelles (ULB) en 1911. Près de 30 ans après l'affaire Marie Popelin, elle fait partie des premières étudiantes à y faire carrière en tant que chercheuse et professeure.

## Études et carrière à l'université
À l'ULB, Hélène Antonopoulo obtient une licence en sciences politiques et administratives puis un doctorat en 1921. Sa thèse porte sur les législations protectrices du travail.
Elle enseigne à l’École centrale du travail social à partir de 1930. Elle participe aux travaux de l'Association pour le progrès social, de l'Office pour le redressement économique et du Centre d'études pour la réforme de l'État. Par la suite, elle devient chercheuse à l'Institut de sociologie, chargée de cours dès 1934 puis professeure extraordinaire en 1936, chargé de la chaire « Régime du travail industriel ».
Elle est une membre active de la Fédération belge des Femmes universitaires (FBFU) qui milite notamment pour l’instruction des filles, la défense de l’accès des femmes à toutes les professions et la défense du droit au travail pour les femmes. Elle est parmi les premières femmes qui parviennent à mener une carrière scientifique en Belgique, au même titre que l’historienne Suzanne Tassier et la chimiste Lucia de Brouckère.
Hélène Antonopoulo est rapidement considérée comme une experte du travail des femmes. Elle est également uns spécialiste des commissions paritaires d'industrie et du mouvement syndical belge et international.
Elle a également un réel intérêt pour rôle social et le travail des femmes, ainsi que pour le féminisme et pour le mouvement syndical belge et international.
De nationalité grecque, elle participe comme déléguée du gouvernement hellénique à des congrès internationaux et, en 1939, elle entre comme attachée à la légation grecque à Bruxelles. Elle représente la Grèce à la huitième Conférence internationale du travail à Genève.

## Engagement
En plus de sa carrière académique, Hélène Antonopoulo est engagée politiquement. Elle est libérale et fonde, avec d'autres membres, le Secrétariat des Œuvres sociales de la Fédération nationale des femmes libérales. Elle adhère également au Conseil National des Femmes Belges, dont elle est vice-présidente de la commission des Migrations.
Durant la Seconde Guerre mondiale elle entre dans la résistance, à la manière d'autres anciennes étudiantes de l'ULB comme Marguerite Bervoets ou Félicie Lewin. À cette époque elle est arrêtée et interrogée à plusieurs reprises par la Gestapo. Elle décède affaiblie, à la fin de la guerre, en 1944.

## Distinctions
Elle est Chevalier de l'ordre de Léopold.

## Publications
- Notes sur la protection légale du travail des femmes, dans Revue de l'institut de sociologie
- L'Organisation légale des rapports collectifs d'ordre professionnel, dans Le Progrès social, juin 1936, n° 39, Liège, Association pour le progrès social, 1936